# Rue des Tourelles
La rue des Tourelles est une voie du 20e arrondissement de Paris, en France.

## Situation et accès
La rue des Tourelles est une voie publique située dans le 20e arrondissement de Paris. Elle débute au 86, rue Haxo et se termine au 161, boulevard Mortier.

## Origine du nom
Elle porte le nom du lieu-dit des Tourelles, ainsi dénommé en raison des deux tourelles à pans coupés d'un pavillon autrefois situé dans le parc Saint-Fargeau,.

## Historique
Cette voie de l'ancienne commune de Belleville est tracée sur le plan cadastral de 1812 entre la rue Haxo et l'avenue Gambetta.
On ouvre la seconde partie de la rue entre l'avenue Gambetta et le boulevard Mortier lors de l'édification de la caserne des Tourelles en 1881.
La piscine des Tourelles (actuelle piscine Georges-Vallerey) est construite à l'occasion des Jeux olympiques d'été de 1924.

## Bâtiments remarquables et lieux de mémoire
- Caserne des Tourelles : caserne militaire, transformée en camp d'internement lors de la Seconde Guerre mondiale, puis siège du SDECE, devenu DGSE.
- Piscine Georges-Vallerey.